# Explosión de ballenas
La explosión de ballenas ha sido documentada en dos notables ocasiones, así como en varias veces menos conocidas. La explosión más famosa ocurrió en los Estados Unidos en Florence (Oregón) en 1970, cuando un cachalote muerto (presentado como ballena gris) fue detonado por la División de Autopistas de Oregón en un intento por deshacerse de su cadáver en descomposición. Este incidente se hizo famoso en los Estados Unidos cuando el humorista Dave Barry escribió sobre el acontecimiento en su columna del periódico tras ver una grabación televisiva de la explosión. Más tarde se convirtió en un acontecimiento internacional cuando la grabación se difundió por Internet.
También se registraron explosiones autoinducidas. El otro caso bien documentado de la explosión de una ballena fue en Taiwán en 2004, cuando una acumulación de gas dentro de un cachalote en descomposición causó su explosión mientras estaba siendo transportado para realizarle una autopsia. Varios autores han escrito al respecto.

## Incidentes
Existen casos documentados de explosiones de animales, aunque dichos acontecimientos son bastante raros. Se sabe de varios incidentes en los que las ballenas han sido detonadas; los casos más notables ocurrieron en los Estados Unidos y en Taiwán y fueron cubiertos por la prensa mundial. Sin embargo, también se produjeron explosiones menos famosas en otras partes del mundo.

### Florence (Oregón), Estados Unidos
El 12 de noviembre de 1970, un cachalote de 14 m de longitud y 8 toneladas de peso murió después de haber quedado varada cerca de Florence, Oregón. Como todas las playas de Oregón se encuentran bajo la jurisdicción del Departamento estatal de Parques y Recreación, la responsabilidad de deshacerse del cadáver recaía sobre la División de Autopistas de Oregón (ahora conocida como el Departamento de Transporte de Oregón, u ODOT), una agencia hermana. Después de consultar con oficiales de la Armada de los Estados Unidos, decidieron que lo mejor sería eliminar la ballena de la misma manera que se desharían de una gran roca y, el 12 de noviembre, utilizaron media tonelada de dinamita para destruirla. Pensaron que enterrarla sería poco efectivo, ya que pronto saldría a la superficie, y creyeron que el uso de dinamita causaría una explosión que desintegraría la ballena en pedazos pequeños, para que los animales carroñeros lo limpiaran. El ingeniero encargado de la operación, George Thornton, fue grabado afirmando que un juego de cargas explosivas podría no ser suficiente y que se podría necesitar más. Thornton más tarde explicó que él fue elegido para deshacerse de la ballena porque el ingeniero del distrito, Dale Allen, se había ido de cacería.
La explosión resultante fue filmada por el fotógrafo de televisión Doug Brazil para un reportaje del periodista Paul Linnman de KATU-TV en Portland (Oregón). En su narración en en off, Linnman bromeó sobre que «reporteros-marineros de agua dulce» se habían convertido en «reporteros-marineros de grasa animal», por «la explosión que arrojó grasa animal más allá de cualquier límite imaginable». La explosión hizo que grandes pedazos de grasa de la ballena aterrizaran algunos metros más allá de la playa, lo que resultó en la destrucción de un automóvil. La explosión desintegró solo una parte de la ballena, mientras que gran parte del cadáver permaneció como estaba. Los trabajadores de la División de Autopistas de Oregon lo quitaron.
Al final de su reportaje, Paul Linnman dijo que «se puede concluir que en caso de que se vuelva a necesitar limpiar una ballena varada en el Condado de Lane, aquellos encargados de hacerlo no solo recordarán lo que hay que hacer, sino que desde luego recordarán lo que no hay que hacer». Se informó en TranScript, la gaceta para empleados del ODOT, que cuando vararon 41 cachalotes en 1979, los oficiales de los parques estatales las quemaron y enterraron. Hoy en día, los encargados de la playa remolcan las ballenas varadas muertas hacia el mar abierto. Esto se hace por motivos de seguridad, pues se ha sabido que los cuerpos en descomposición atraen tiburones, lo que representa un peligro para quienes van a la playa.
Durante varios años, la historia de la explosión de la ballena fue, en general, descreída y se pensó que era una leyenda urbana. Sin embargo, volvió a llamar la atención pública cuando el escritor Dave Barry informó en su columna de humor del Miami Herald del 20 de mayo de 1990 que contaba con material sobre el acontecimiento. Poco tiempo después la División de Autopistas de Oregón empezó a recibir llamadas de los medios después de que una versión abreviada del artículo se distribuyera en algunos tablones de anuncios bajo el título «The Far Side Comes To Life In Oregon». El artículo no explicaba que el acontecimiento había sucedido 25 años antes y quienquiera que fuese el que copió el artículo no incluyó la autoría; Barry afirmó que cada cierto tiempo alguien le remite la columna «sin autoría» y le sugiere que escriba algo sobre el incidente. Debido a estos descuidos, un artículo en el TranScript del ODOT menciona:

«Empezamos a recibir llamadas de reporteros curiosos a lo largo de todo el país justo después que la historia apareciera en el boletín electrónico», dijo Ed Schoaps, el coordinador de asuntos públicos del Departamento de Transporte de Oregón. «Pensaban que la ballena había sido detonada recientemente y buscaban ansiosos una historia donde el gobierno hubiera metido la pata. Se decepcionaron al conocer que esta historia tenía veinticinco años de polvo sobre ella».

Schoaps ha atendido miles de llamadas de reporteros y de simples curiosos en Oregón, San Francisco, Washington DC y Massachusetts. El Wall Street Journal llamó, y la revista Governing de Washington DC cubrió la la inmortal leyenda de la ballena varada en su portada de junio. Y el teléfono sigue sonando. «Recibo llamadas regularmente sobre esta historia», afirma Schoaps. Su teléfono se ha convertido en la línea de atención al cliente del ODOT. «Me asombra que la gente siga llamando por esta historia después de casi 25 años».

La filmación a la que se hacía referencia en el artículo, el reportaje de Linnman para KATU, volvió a aparecer como un archivo de vídeo en varios sitios web y se hizo conocido y un popular fenómeno de Internet. Estos sitios atrajeron críticas de gente molesta que se quejaban de que se estaban burlando de actos de crueldad hacia los animales, aunque la ballena ya estuviera muerta. Sus correos electrónicos críticos fueron publicados por los propietarios de los sitios a quienes más bien les hizo gracia.
La historia de la explosión de la ballena de Oregón fue conocida en Usenet durante algún tiempo y se discutió en alt.folklore.urban, un grupo de noticias dedicado a las leyendas urbanas. El incidente, junto con una copia completa del artículo de Barry, fue añadida en el FAQ de dicho grupo de noticias de 1991, que entonces era mantenido por Peter van der Linden, donde fue marcada como "Tb" (tomada como cierta, pero no comprobada). En 1992, después de que el usuario "Snopes" de este grupo de noticias intentara verificar si se trataba de un acontecimiento cierto o no, el grupo de noticias recibió la confirmación de que era una historia real y la marcó como verdadera.
La explosión de la ballena de Oregón ha inspirado un sitio web dedicado al incidente, y ha sido parodiada en la segunda temporada de la serie de dibujos animados Drawn Together (La Casa de los Dibujos) de Comedy Central, en donde un grupo de miembros de una tribu intentan mover el cadáver de Lulú D'Cartón (Toot Braunstein en la versión original), el personaje más gordo de la serie, haciendo explotar su cuerpo.

### Tainan (Taiwán)
Una segunda explosión de ballena ocurrió el 26 de enero de 2004, en Tainan (Taiwán). En este incidente, una acumulación de gas dentro de un cachalote en descomposición, que medía 17 metros de longitud y pesaba 50 toneladas, causó su estallido. La vieja ballena macho murió después de quedar varada en la costa sudoeste de Taiwán, y se necesitaron más de 13 horas, tres grandes grúas, y 50 trabajadores para trasladar el cachalote a la parte de atrás de un camión.
El sitio del periódico Taiwan News, eTaiwanNews.com, informó que mientras se estaba moviendo la ballena, "una gran muchedumbre de más de 600 vecinos residentes de Yunlin y curiosos, junto con vendedores de comida rápida y bebidas calientes, desafiaron la fría temperatura y viento fresco para mirar a los obreros intentando retirar el leviatán marino muerto". El profesor Wang Chien-ping ordenó que la ballena se trasladara a la Sutsao Wildlife Reservation Area después de que se le hubiera negado el permiso para efectuar una autopsia en la Universidad Nacional Cheng Kung en Tainan. La ballena estaba siendo transportada en la parte trasera de un camión por el centro de Tainan desde el laboratorio de la universidad para conservarla cuando explotó. Aunque el estallido fue espectacular, no impidió que los investigadores efectuaran una necropsia.
Se dijo que la explosión salpicó de sangre y entrañas de ballena las fachadas de las tiendas, los transeúntes y automóviles de los alrededores. BBC News Online entrevistó a un anónimo taiwanés: "Menuda porquería apestosa. Esta sangre y las otras cosas que volaron hacia la carretera son repugnantes, y el olor es horrible."
Durante el transcurso de un año, el profesor Wang llevó a cabo una exposición de huesos de los restos del cuerpo muerto de la ballena en descomposición. El ejemplar montado y algunos órganos y tejidos están en exhibición en el Museo de cetáceos de Taijiang desde el 8 de abril de 2005.

### Islas Feroe
En 2013 se documentó la explosión espontánea de un cachalote en las Islas Feroe mientras era manipulado por un operario. Fue grabada por el canal KVF. La explosión fue provocada por la acumulación de gas en el estómago del mamífero marino.

### Otros incidentes
Es una práctica común el deshacerse de los cadáveres de ballenas a través de explosiones; sin embargo, esto se hace normalmente una vez que las ballenas han sido remolcadas hacia mar abierto. Tuvieron lugar unas cuantas detonaciones (menos notables que las de Oregón y Tainan) en Sudáfrica y una explosión fue llevada a cabo por las autoridades en Islandia.
En Sudáfrica, se prepararon varias explosiones controladas. Se utilizaron explosivos para matar a una ballena jorobada varada a unos 40 km al oeste de Port Elizabeth el 6 de agosto de 2001, al igual que en el caso de una ballena franca austral varada cerca de Ciudad del Cabo, el 15 de septiembre de 2005. En este caso las autoridades afirmaron que la ballena no podría haber sido salvada y que el uso de explosivos en estos casos era recomendado por la Comisión Ballenera Internacional.
Pocas semanas después de la explosión del 6 de agosto cerca de Port Elizabeth, el cadáver de una segunda ballena jorobada fue arrastrado al mar y se usaron explosivos para romperla en pequeños trozos para que no representara un obstáculo para la navegación.
Otra explosión fue realizada en la Bahía de Bonza el 20 de septiembre de 2004, cuando una ballena jorobada adulta quedó varada y murió. Para hundir a la ballena, las autoridades la remolcaron al mar abierto y le adhirieron explosivos que fueron detonados más tarde desde la distancia.
El cadáver de una ballena a la deriva en la bahía islandesa de Hafnarfjörður fue cortado en dos partes con una explosión controlada el 5 de junio de 2005. Los restos fueron arrastrados hacia mar abierto; sin embargo, pronto fueron llevados por el mar de vuelta a la bahía, por lo que debieron ser atados.

## En la ficción
Varios autores han escrito sobre el tema de las explosiones de ballenas; su naturaleza inusual, absurda e improbable las hacen un tema interesante. Por ejemplo, el autor australiano de literatura infantil Paul Jennings, escribió el libro Uncanny!: Even More Surprising Stories en el cual se relata la historia de un padre y su hijo a los que se les ha dado la tarea de detonar una ballena muerta con gelignita. En el cuento «Two's Company» de Patrick O'Brian, escrito en 1937, una gran ballena es arrastrada por el mar hacia un faro solitario habitado por dos torreros, lo que creó un "frenesí en la alimentación de las aves marinas y tiburones además de un atroz hedor". Los hombres piden algunos explosivos al destructor enviado para reabastecerse, de manera que puedan deshacerse del cadáver. En la serie Saga of Pliocence Exile de Julian May, un maestro estafador llamado Aiken Drum hace estallar una criatura varada parecida a una ballena en el planeta Dalriada, lo que produce resultados desagradables a la vez que repugnantes.
Aunque no se trate de una explosión real, en el libro Guía del autoestopista galáctico de Douglas Adams, un cachalote se materializa de la nada en un planeta lejano, para después caer desde varias millas de altura, lo que crea "un cráter de unas 155 yardas de ancho" que contiene "el cadáver detonado de un cachalote solitario". La ballena inició su vida como un explosivo: un misil nuclear, que se convirtió en ballena debido al Infinite Improbability Drive. También hay una referencia a este incidente literario en el videojuego de rol para PC Fallout 2, popular a finales de los años 1990. En uno de los encuentros aleatorios, el jugador se enfrenta al enorme cadáver de un cachalote detonado en el desierto. En el documental paródico Reno 911!: Miami, los oficiales se enfrentan a una ballena varada en descomposición, la cual hacen estallar en seguida con dinamita. En un episodio de la serie The Simpsons la policía destruye el cadáver de una ballena varada, y al explotar, cubre de restos a los curiosos y sus vehículos estacionados en las cercanías de la playa.